# McMansion & Wife
«McMansion & Wife» (с англ. — «Макособняк и жена») — третья серия тридцать пятого сезона мультсериала «Симпсоны». Впервые вышла 22 октября 2023 года в США на телеканале «Fox».
Серия посвящена памяти актрисы Сюзанны Сомерс, умершей 15 октября в возрасте 76 лет.

## Сюжет
Симпсоны идут знакомиться со своими новыми соседями. Их зовут Энн и Тэйер Блэкберн. Тэйер рассказывает Гомеру, что он владелец автосалона «Lambuggini», затем они пытаются подружиться с Симпсонами. Тэйер приглашает Гомера поиграть в пиклбол и поесть мороженое, а Энн приглашает Мардж на массаж.
Тем временем в Спрингфилдской начальной школе профессор проводит презентацию о предотвращении травли. Однако, как всегда, презентация имела противоположный характер и Нельсон становится ещё большим задирой и издевается над другими учениками и даже персоналом школы. Нельсон подвешивает Барта за трусы на питьевой кран, а Милхауса заставляет лить воду. Через время это замечает Лиза, которая освобождает Барта и предлагает ему помочь справиться с хулиганом.
После пиклбола Гомер просит Тэйера поводить его «Lambuggini», и тот соглашается. Гомер прекрасно проводит время со своим новым другом и Тэйер косо намекает на перестройку их дома, чего Гомер не понимает и соглашается на дружбу на любых условиях. Вечером Гомер, Мардж, Тэйер и Энн проводят много времени вместе и даже отправляются вместе на двойной ужин в шикарном ресторане.
На следующее утро Гомер и Мардж просыпаются от шума строительных работ, которые, как оказывается, доносятся от перестройки дома Блэкбернов. Гомер вспоминает, что Тайер что-то упоминал о перестройки и, что Гомер мог что-то подписать. Затем Гомер утешает Мардж тем, что это не глобальная перестройка, ведь они оставят один туалет, чтобы избежать налогов. Мардж понимает, что Тэйер не пытался продать Гомеру машину, а обманом заставил согласиться на всё это.
В это время Барт боится ходить в школу из-за травли. Однако Лиза говорит брату, что Нельсон больше не будет его беспокоить. На игровой площадке все ученики смеются над Нельсоном после того, как Лиза загрузила в Интернет видео с курьёзами Манца, которые просмотрели все ученики. Лиза угрожает ему опубликовать больше видео, если он будет продолжать издеваться над детьми.
Гомер идёт в дилерский центр «Lambuggini», чтобы возмутиться Тэйеру. Тогда Тэйер даёт ему одно из своих авто, на котором Гомер может ездить, пока будут продолжаться строительные работы. Гомер берёт Мардж на свидание в новом Lambuggini, и они хорошо проводят время.
На следующий день Барт требует, чтобы Нельсон напоил его соком, но тот брызгает им ему в лицо. Когда Лиза хочет загрузить ещё одно видео, то обнаруживает, что её ноутбук завис. Барт и Лиза в недоумении, и Нельсон рассказывает, что нашёл своего ботана — Хьюберта Вонга, который теперь работает на него. Затем Нельсон возвращается к издевательствам ещё хуже, чем раньше, потому что теперь он неприкосновен.
Дома Симпсоны обнаруживают, что по соседству теперь большое имение, которое загораживает от света их дом. Узнав, что Блэкберны уехали на отпуск на полтора месяца, Гомеру и Марджу остаётся просто сидеть на заднем дворе и бубнить себе под нос о новом доме.
Тем временем Лиза и Хьюберт сидят за своими ноутбуками и работают друг против друга. Тогда Лиза понимает, что эта деятельность не украсит их заявки в колледж, и они прекращают вражду и заключают союз. А Барт и Нельсон,  забыли почему они ссорились и пошли вместе качаться на качелях.
Лиза и Хьюберт приходят домой к Симпсонам с решением проблемы. Мальчик узнал, что Вечназялёная аллея построена на том месте, где был основан Спрингфилд, поэтому это историческое место, что означает запрет любых перестроек зданий. Тогда Гомер идёт в дилерский центр и возвращает машину Тэйеру. Затем они вместе с Мардж толкают свой старый автомобиль домой.
В сцене во время титров в будущем по телевидению показывают видео об истории места, где построен дом Симпсонов. Он теперь является музеем о Спрингфилде и Симпсонах, который посещают люди.

## Производство
Дик Ван Дайк озвучил самого себя, Розали Чианг озвучила Хьюберта Вонга. Персонажа ранее озвучивала Тресс Макнилл. В 2020 году продюсеры заявили, что белые актёры больше не будут озвучивать небелых персонажей.
Серия посвящена памяти Сюзанн Сомерс. Сомерс появилась в серии «The Day the Violence Died».

## Споры
В серии Гомер рассказывает, как удушение Барта делало его рукопожатие крепким, но он больше не делает этого из-за изменения культурных норм. Изображение Гомера, удушающего Барта, восходит к короткометражным фильмам, представленным на «Шоу Трейси Ульман». Некоторые зрители хвалили эволюцию Гомера, а другие считали, что характер Гомера не должен меняться. Зрители также заметили, что акт удушения Барта Гомером не был показан с 31 сезона серии «The Winter of Our Monetized Content». Ранее шоу признавало жестокость данного поступка в серии «Love Is a Many Strangled Thing». Шоу также назвало эту сцену проявлением «жестокого обращения с детьми» в 11 сезоне в серии «Behind the Laughter».
Продюсеры ответили на спор рисунком, на котором Гомер душит Барта, где Гомер называет спор «кликбейтом».. Исполнительный продюсер Джеймс Л. Брукс отрицал, что сериал изменит поведение Гомера.

## Восприятие

### Рейтинг
Во время премьеры серию просмотрели 1,06 млн человек с рейтингом 0.3, что сделало её самым популярным шоу на канале Fox той ночью.

### Критика
Джон Шварц из Bubbleblabber оценил серию 5 из 10. Он думал, что обе основные истории были повторами предыдущих эпизодов. Ему понравилась отсылка на фильм 1990 года «Славные парни».
Катал Ганнинг из Screen Rant сказал, что в серии эффективно связаны сцена на диване с основным сюжетом. По его словам, это демонстрация более экспериментальных элементов шоу в более поздних сезонах.